# Murmästare

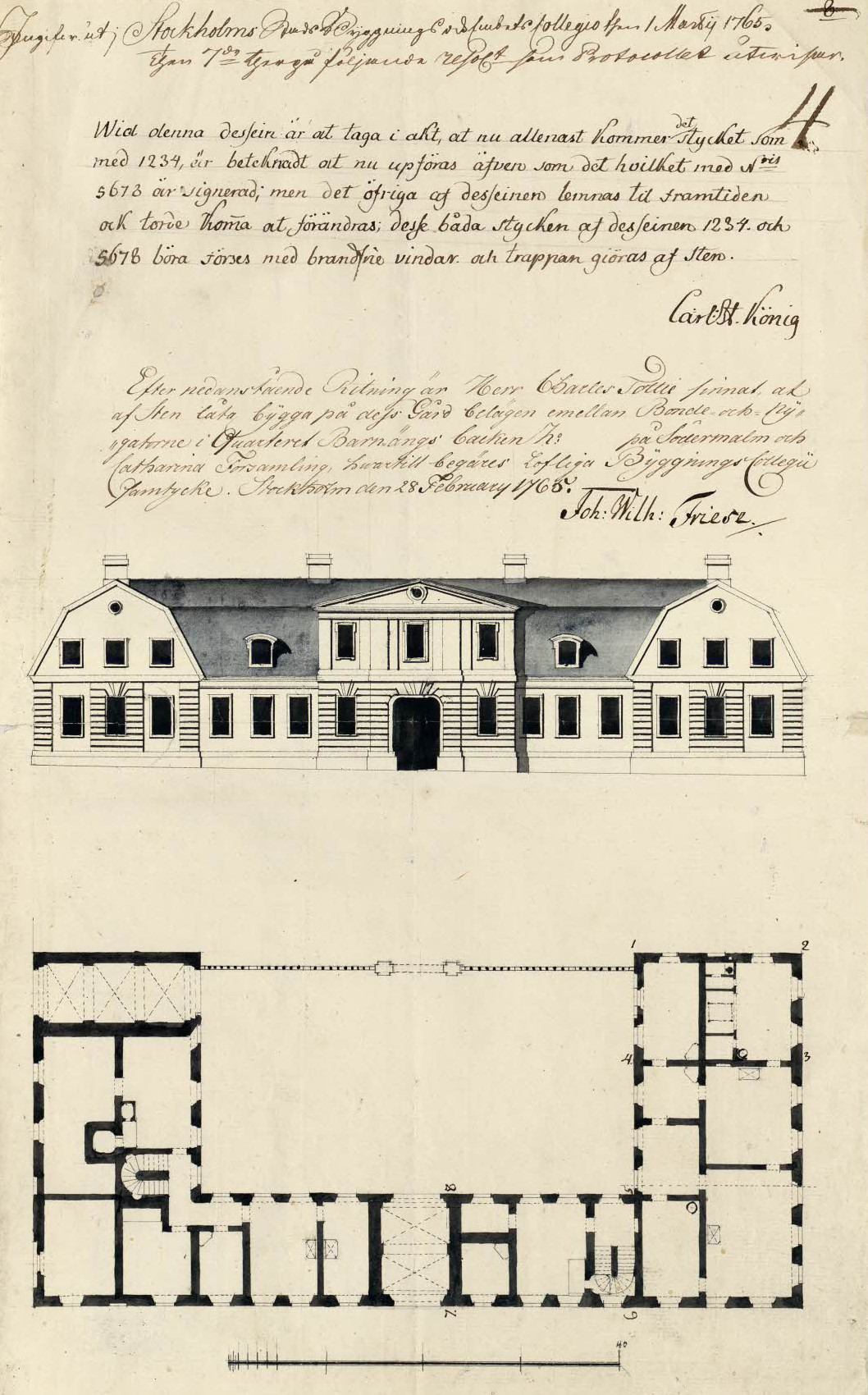
Murmästare Johan Wilhelm Frieses ritning till Tottieska malmgården, 1765.

Murmästare var en skråhantverkare och hade arbetsuppgifter som idag faller inom arkitekt- och nuvarande byggmästaryrket. En byggmästare byggde endast trähus. 

## Arbetsuppgifter
Murmästaren utförde plan-, fasad och sektionsritningar till alla typer av stenhus och även till detaljer i trähus som stentrappor, spisar, ugnar, murstockar och så vidare. Murmästaren var även arbetsledare vid själva bygget. De av mästaren anställda murargesällerna utförde själva murningsarbetet. De i sin tur hade lärlingar som hantlangare. Den typ av arbete som dagens murare utför vid de större företagen, motsvarar i stort sett de arbetsuppgifter som murargesällerna utförde under skråtiden, med andra ord det rent praktiska arbetet i form av murning, putsning och så vidare. Murmästarna utnyttjade även icke skråansluten grovarbetskraft såsom hantlangare, mursmäckor och tegelbärare. Hantlangarna byggde arbetsställningar tillsammans med timmermännen och hjälpte mursmäckorna att blanda och piska murbruk. Mursmäckorna var kvinnor. Tegelbärarna bar upp sten och bruk till murarna.

## Kända murmästare
I kronologisk ordning:
- Vilhelm av Sens (död 1180) arbetade vid katedralen i Sens i Frankrike och katedralen i Canterbury i England.
- Henrik von Cöllen, flitigt anlitad som murmästare och byggmästare av Gustav Vasa under mitten av 1500-talet.
- Andreas Fischer (även Anders Fischer), anlitat som murmästare av bland annat Agneta Horn för utbyggnad av Björklinge kyrka på 1600-talet.
- Francesco Borromini (1599 - 1667), italiensk murmästare verksam i Rom.
- Pehr Westrell den äldre (död 1778), uppförde 47 nybyggnader i Stockholm, bland annat Paschs malmgård.
- Eric Roos (död 1779), uppförde 106 nybyggnader i Stockholm.
- Johan Wilhelm Henric Elies (död 1789), uppförde 32 nybyggnader i Stockholm.
- Johan Wilhelm Friese (död 1789), uppförde 25 nybyggnader i Stockholm, bland annat Tottieska malmgården.
- Petrus Serén (död omkring 1810), uppförde 18 nybyggnader i Stockholm, kallades även slottsbyggmästare.
- Lorentz Kolmodin (död 1826), uppförde 30 nybyggnader i Stockholm.